# Małachit Jekaterynburg
Małachit Jekaterynburg – rosyjski klub szachowy z siedzibą w Jekaterynburgu, mistrz kraju z 2014 roku.

## Historia
Klub powstał w grudniu 2012 roku przy wsparciu gubernatora obwodu swierdłowskiego, Jewgienija Kujwaszewa. W 2013 roku Małachit zadebiutował w Priemjer-Lidze. Zespół zdobył wówczas wicemistrzostwo Rosji, ulegając jedynie SPBSzF Petersburg. W tym samym roku klub zadebiutował w Pucharze Europy. W europejskich rozgrywkach rosyjski zespół wygrał z Jutes of Kent, Skanderborg SK, Tammer-Shakki, SF Wirtzfeld i PGMB Rostów nad Donem, a zremisował z G-Teamem Nový Bor i Odlarem Yurdu. W klasyfikacji końcowej pucharu Małachit zajął drugą pozycję, za G-Teamem. W sezonie 2014 jekaterynburski zespół został mistrzem kraju. W składzie drużyny znajdowali się wówczas Siergiej Kariakin, Aleksandr Griszczuk, Péter Lékó, Aleksiej Szyrow, Władimir Małachow, Aleksandr Motylow, Igor Łysyj i Wiktor Bołogan. W Pucharze Europy klub zajął trzecie miejsce, po zwycięstwach z SC En Passant, Skákfélagið Huginn, Sankt Petersburgiem, Ładją Kazań i Obiettivo Risarcimento Padova, a także remisie z Beer Sheva Chess Club i porażce z SOCAR-Azerbaijan. W sezonie 2015 klub zajął piąte miejsce w lidze. W 2016 roku Małachit nie przystąpił do rozgrywek Priemjer-Ligi, a w 2017 roku rozgrywki zakończył na trzecim miejscu. W kolejnych sezonach zespół nie uczestniczył w Priemjer-Lidze. W 2021 roku powrócił do rozgrywek ligowych, uczestnicząc w Wysszajej lidze i zajmując wówczas trzecią pozycję. W sezonie 2023 klub uzyskał drugą pozycję w Wysszajej lidze.

## Arcymistrzowie w historii klubu
- Wiktor Bołogan[10]
- Dienis Chismatullin[11]
- Aleksandr Griszczuk[10]
- Siergiej Kariakin[10]
- Anatolij Karpow[11]
- Dmitrij Kokariew[12]
- Igor Kowalenko[11]
- Péter Lékó[10]
- Igor Łysyj[10]
- Władimir Małachow[10]
- Şəhriyar Məmmədyarov[11]
- Aleksandr Moroziewicz[10]
- Aleksandr Motylow[10]
- Aleksiej Pridorożnyj[12]
- Aleksandr Riazancew[10]
- Siergiej Rublewski[11]
- Andriej Szarijazdanow[11]
- Aleksiej Szyrow[10]
- Michaił Ułybin[12]